# Dolmen de Dofines
El Dolmen de Dofines és un dolmen situat al terme de Rabós d'Empordà, (Alt Empordà), inclòs a l'Inventari del Patrimoni Arqueològic i Paleontològic de Catalunya.
Està situat al coll del mateix nom, a certa distància del nucli urbà. Per arribar-hi, cal prendre la carretera que mena a Sant Quirze de Colera i a l'alçada del Mas Mallol, dirigir-se a la dreta, enfilant per la carretera que mena a dalt la carena.

## Descripció
El dolmen de Coll de Dofines és un sepulcre de corredor amb cambra trapezoïdal de passadís estret. Les dimensions internes de la cambra són 2 m de longitud, 1,2 m d'amplada i 1 m d'alçada. No s'hi ha observat restes d'enllosat. Es conserva la llosa de coberta inclinada pel propi pes i que ha provocat l'ensorrament d'un costat de la cambra.
No s'ha conservat el corredor d'accés a la cambra. El túmul devia de ser de tendència circular amb un diàmetre de 7 o 8 m i estava format amb un reompliment de pedregar i terra. No és visible l'anell extern de contenció, que devia d'estar format per un mur de pedra seca.